# Michael Hui
Michael Hui (Cantão, 3 de Setembro de 1942) é um comediante, roteirista e diretor de Hong Kong. Ele é o mais velho dos irmãos Hui (juntamente com Ricky Hui e Sam Hui), que são três das figuras mais importantes do cinema de Hong Kong. Michael Hui é considerado por muitos críticos como o comediante mais importante na indústria do cinema de Hong Kong, ficando só atrás de Stephen Chow.